# جورج فرايدل
جورج فرايدل (بالألمانية: Georg Friedel)‏ هو لاعب كرة قدم ألماني، ولد في 6 سبتمبر 1913 في نورنبرغ في ألمانيا، وتوفي في 1 يونيو 1987. شارك مع منتخب ألمانيا لكرة القدم. أما مع النوادي، فقد لعب مع نادي نورنبرغ.

## وصلات خارجية
- جورج فرايدل على موقع قاعدة بيانات كرة القدم.إي يو (الإنجليزية)
- جورج فرايدل على موقع ناشيونال فوتبول تيمز (الإنجليزية)
- جورج فرايدل على موقع عالم كرة القدم.نت (الإنجليزية)